# BattleTech: The Crescent Hawk's Inception
BattleTech: The Crescent Hawk's Inception è un videogioco di ruolo basato sul franchise fantascientifico BattleTech, sviluppato dalla software house Westwood Studios e pubblicato nel 1988-1989 da Infocom per i computer Amiga, Apple II, Atari ST, Commodore 64 e MS-DOS.
The Crescent Hawk's Inception è il primo di molti giochi per computer e console realizzati per l'universo fittizio BattleTech.
Il suo seguito diretto è BattleTech: The Crescent Hawks' Revenge, uscito solo per MS-DOS.

## Trama
L'ambientazione generale è quella di BattleTech, dove l'umanità ha colonizzato una larga porzione di Via Lattea, suddivisa in "Stati interstellari" controllati da dinastie nobiliari guerrafondaie. In conseguenza di ciò, la galassia è divenuta teatro di ostilità interminabili. Tra le tecnologie militari del futuro sono diffusi i mech, grandi robot umanoidi con pilota.
I Crescent Hawks sono una piccola unità d'élite in forza al Commonwealth Lirico, creata dall'arconte Katrina Steiner per eseguire operazioni militari segrete.
Il gioco inizia sul pianeta Pacifica, anno 3028: Jason Youngblood è un cadetto diciottenne della Pacifica Training School, l'accademia per MechWarrior (i piloti dei BattleMech) della Cittadella (la sede del governo planetario di Pacifica), situata sull'Isola di Skye. Suo padre, Jeremiah Youngblood, è l'eroe del Commonwealth Lirico che nel 3016 salvò la vita a Katrina Steiner, sventando un attentato di matrice Kurita (in seguito a ciò, Jeremiah fu promosso a capitano, responsabile della Forza di Sicurezza Planetaria di Pacifica).
Nel corso di una missione di addestramento, Jason viene attaccato da mech della casata Kurita, mentre la Cittadella subisce un raid dalla Lega Draconis e viene distrutta, travolgendo, sotto le macerie, gran parte dei suoi cadetti. Anche gli appartenenti alla Forza di Sicurezza Planetaria, e, presumibilmente, il capitano Youngblood, periscono nell'assalto.
Sottrattosi al nemico, Jason dismette la divisa, per indossare abiti civili e confondersi tra i sopravvissuti, assistendo ai festeggiamenti serali per l'insediamento del nuovo governo Kurita, previsti nella città neutrale di Starport: Jason intende cercare notizie di suo padre e allontanarsi dal pianeta, ma incontra Rex Pearce, un amico e commilitone proprio del capitano, nonché membro dei Crescent Hawks. Pearce rivela che l'incursione nemica aveva in realtà l'obiettivo di trovare e depredare un prezioso deposito-bunker di ricambi per mech militari, risalente al periodo della Lega Stellare e dimenticato, di cui lui era il custode, assieme al capitano Youngblood (che lo aveva recentemente rinvenuto). Rex convince Jason ad aiutarlo a ritrovare gli altri commilitoni dei Crescent Hawks, entrare nel deposito e una volta lì, inviare un messaggio di soccorso all'arconte.
Per accedere al deposito in questione, sono richieste credenziali come l'impronta retinica di Rex Pearce e una password, contenuta in un olodisco del padre di Jason, in loro possesso. Tuttavia, l'olodisco viene danneggiato in uno scontro a fuoco.
Jason e Rex si ricongiungono con alcuni membri dei Crescent Hawks (disseminati per i molti agglomerati urbani dell'Isola di Skye), con i quali formano una piccola unità per la resistenza contro le forze d'invasione; infine cercano e trovano l'illustre scienziato Dr. Edward Tellhim, per recuperare le informazioni nell'olodisco.
Con il supporto di memoria ripristinato, Jason entra nel deposito-bunker della Lega Stellare: l'installazione risulta essere un labirinto con compartimenti serrati da porte di sicurezza custodite da codici di accesso (sistema ideato proprio dal Dr. Tellhim).
In fondo a un passaggio segreto, Jason rinviene un "Phoenix Hawk LAM", il "caccia convertibile" di suo padre: questo alimenta in lui la speranza di ritrovarlo vivo. In seguito trova un vecchio dispositivo HPG (Generatore di IperImpulso), col quale lancia una richiesta d'aiuto al Commonwealth Lirico.
Nell'ottobre del 3028 l'arconte Katrina Steiner giunge sul pianeta con una nave da sbarco ben armata ed equipaggiata, per recuperare le risorse immagazzinate nel deposito.
La Steiner, per ricompensare Jason, gli propone la promozione al grado di tenente, inquadrato nelle Forze Armate del Commonwealth Lirico. Egli tuttavia declina l'offerta, intendendo concentrarsi sulla ricerca del padre.
Jason Youngblood, Rex Pearce e i loro compagni dei Crescent Hawks, salgono sulla nave da sbarco per avviare la missione di ricerca.

## Modalità di gioco
BattleTech: The Crescent Hawk's Inception è suddiviso in tre sezioni, ognuna delle quali avente differenti obiettivi:
- le missioni della prima sezione sono ambientate nell'insieme di edifici chiamato "Cittadella" e risultano essere una lunga sezione di allenamento per prendere confidenza con l'interfaccia e la meccanica di gioco. Tale fase permette al giocatore di acquisire informazioni sulla trama, ma anche di guadagnare crediti da spendere per migliorare il proprio equipaggiamento. Si riceve uno scarso stipendio che è necessario investire in tre possibili società, ognuna con diverso fattore di rischio, per guadagnare abbastanza da potenziarsi[2].
- nella seconda sezione si percorre l'isola alla ricerca dei personaggi, armi e altri elementi necessari per progredire nella storia, impegnandosi in battaglie ove il giocatore può optare se controllare le proprie armi in modo diretto, attraverso un sistema di combattimento a turni, oppure lasciare tale aspetto ad appannaggio del computer;
- la terza e ultima sezione vede il giocatore raggiungere l'ambiente del deposito segreto a pianta labirintica, ostacolato da una serie di rompicapo, le cui soluzioni richiedono una combinazione di logica e fortuna.

La visuale sul terreno di gioco è sempre dall'alto, con scorrimento in tutte le direzioni, e i personaggi mostrati possono essere a piedi o a bordo dei mech, visibilmente più grandi. Sulla sinistra dello schermo sono presenti due pannelli che possono contenere informazioni di stato, menù e immagini di personaggi e situazioni.
La visuale nella finestra principale in determinate situazioni viene sostituita da dettagliate descrizioni testuali degli eventi (solo in inglese). Il giocatore può far apparire una mappa a grande scala delle aree già esplorate. Per visualizzare in dettaglio lo stato di un mech si può aprire una schermata apposita, contenente varie informazioni e un ingrandimento del robot, con barre di stato sulle specifiche parti del suo corpo.
I personaggi che pilotano i mech sono caratterizzati da tre attributi visibili come barre (corpo, destrezza e carisma) e da altre capacità migliorabili, come l'abilità di pilotaggio, la precisione di tiro, l'esperienza nelle riparazioni e nelle cure mediche.
I mech sono di quattro tipi, con diverse caratteristiche e armamenti che possono comprendere laser, lanciamissili, cannoniere sul torace, mitragliatrici. Per i fanti ci sono diverse armi, anche pesanti per contrastare i mech.
Quando si entra in combattimento, che avviene a turni, si scelgono da menù le azioni da compiere, tra cui camminare, correre, saltare, usare le armi e dare calci. Ogni arma si può puntare su uno qualunque dei nemici a tiro. Il comando di inizio battaglia dà il via all'esecuzione dei comandi precedentemente assegnati per il turno. Gli altri personaggi successivamente reclutati nel proprio gruppo si controllano allo stesso modo di Jason.
Nel gioco esistono diversi fattori casuali: tra questi, si possono annoverare la posizione geografica delle città, la localizzazione dei personaggi che si devono riunire, il loro nome e numero, nonché la lealtà verso il protagonista e la sua causa.

## Accoglienza
BattleTech: The Crescent Hawk's Inception, almeno nelle sue versioni più diffuse, ricevette giudizi molto variabili dalla critica della sua epoca, sebbene più spesso positivi e talvolta corrispondenti a 80% o poco più.
Non mancarono anche alcuni giudizi decisamente negativi, come quello della rivista Zzap! (42% per C64), che criticò il gioco povero, l'interazione tra personaggi quasi nulla, la dipendenza dalla fortuna negli investimenti, il combattimento fiacco ; e Commodore Gazette (1/5 per C64), che trovò minimale l'esperienza da gioco di ruolo, mentre l'interesse è limitato al combattimento tattico.

### Riviste
- Battletech (JPG), in Commodore Gazette, anno 4, n. 3, Milano, IHT, maggio/giugno 1989,  pp. 14-15, OCLC 955306596.
- Battletech (JPG), in Guida Videogiochi, n. 4, Milano, Gruppo Editoriale Jackson, ottobre 1989,  p. 35.
- Battletech (JPG), in K, n. 5, Milano, Glénat, aprile 1989,  p. 32, ISSN 1122-1313 (WC · ACNP).
- Battletech (JPG), in K, n. 9, Milano, Glénat, settembre 1989,  p. 56, ISSN 1122-1313 (WC · ACNP).
- Battletech (JPG), in Videogame & Computer World, anno 2, n. 6, Rho (MI), Derby, luglio/agosto 1989,  p. 53.
- Battletech (JPG), in Videogame & Computer World, anno 2, n. 10, Rho (MI), Derby, ottobre 1989,  p. 44.
- Battletech (JPG), in The Games Machine, n. 10, Milano, Edizioni Hobby, giugno 1989,  p. 71, OCLC 955708482.
- Battletech (JPG), in The Games Machine, n. 13, Milano, Edizioni Hobby, ottobre 1989,  p. 73, OCLC 955708482.
- Battletech (JPG), in Zzap!, anno 4, n. 36, Milano, Edizioni Hobby, luglio/agosto 1989,  p. 73, OCLC 955306919.

### Manuali
- (EN) BattleTech: The Crescent Hawk's Inception - Instruction manual (PDF) (manuale), Infocom.
- (EN) Weapon and 'mech recognition guide (PDF) (manuale), Infocom.
- (EN) BattleTech: The Crescent Hawk's Inception (manuale e altri allegati per Apple II), Infocom, 1988.